# Белотінц
Белотінц (рум. Belotinț) — село у повіті Арад в Румунії. Входить до складу комуни Коноп.
Село розташоване на відстані 373 км на північний захід від Бухареста, 48 км на схід від Арада, 149 км на південний захід від Клуж-Напоки, 65 км на північний схід від Тімішоари.

## Населення
За даними перепису населення 2002 року у селі проживали 358 осіб, з них 354 особи (98,9%) румунів. Рідною мовою 356 осіб (99,4%) назвали румунську.